# Paskoje Miličević
Paskoje Mihov Miličević, född omkring 1440, död 1516 i Ragusa (dagens Dubrovnik i Kroatien), var en kroatisk arkitekt verksam i dåvarande republiken Dubrovnik. Miličević hörde till republiken Dubrovniks främsta arkitekter. År 1466-1516 var han republikens huvudarkitekt och deltog bland annat vid tillbyggandet av försvarsverken vid Dubrovniks ringmur och Stons murar. Till hans mer betydande verk i Dubrovnik hör Sponzapalatset, franciskanklostrets sakristia, stenbron vid Pileporten, broarna vid Revelinfästningen och Kaševågbrytaren. 
Pasko Miličevićs torg i Dubrovniks gamla stad är uppkallat efter den forna chefsarkitekten.